# Opogona doxophanes
Opogona doxophanes är en fjärilsart som beskrevs av Edward Meyrick 1915. Opogona doxophanes ingår i släktet Opogona och familjen äkta malar.
Artens utbredningsområde är Sri Lanka. Inga underarter finns listade i Catalogue of Life.